# Сосна (ЗРК)
«Сосна» — російський зенітний ракетний комплекс (ЗРК) ближнього радіусу дії для захисту військових підрозділів від нападів з повітря в будь-яких видах бою. Розроблений в «КБ точного машинобудування ім. А.Е. Нудельмана» як наступник ЗРК «Стріла-10М3»

## Конструкція
ЗРК включає дві бойові частини (загальна маса 7 кг) – бронебійної (у випадку прямого зіткнення з ціллю) дії та осколково-стрижневої (для неконтактного підриву). Основою для машини вказується легкоброньоване шасі МТ-ЛБ, водночас елементи ЗРК можуть бути встановлені як на колісне, так і на гусеничне шасі, можливе встановлення на кораблях і на стаціонарно на березі.

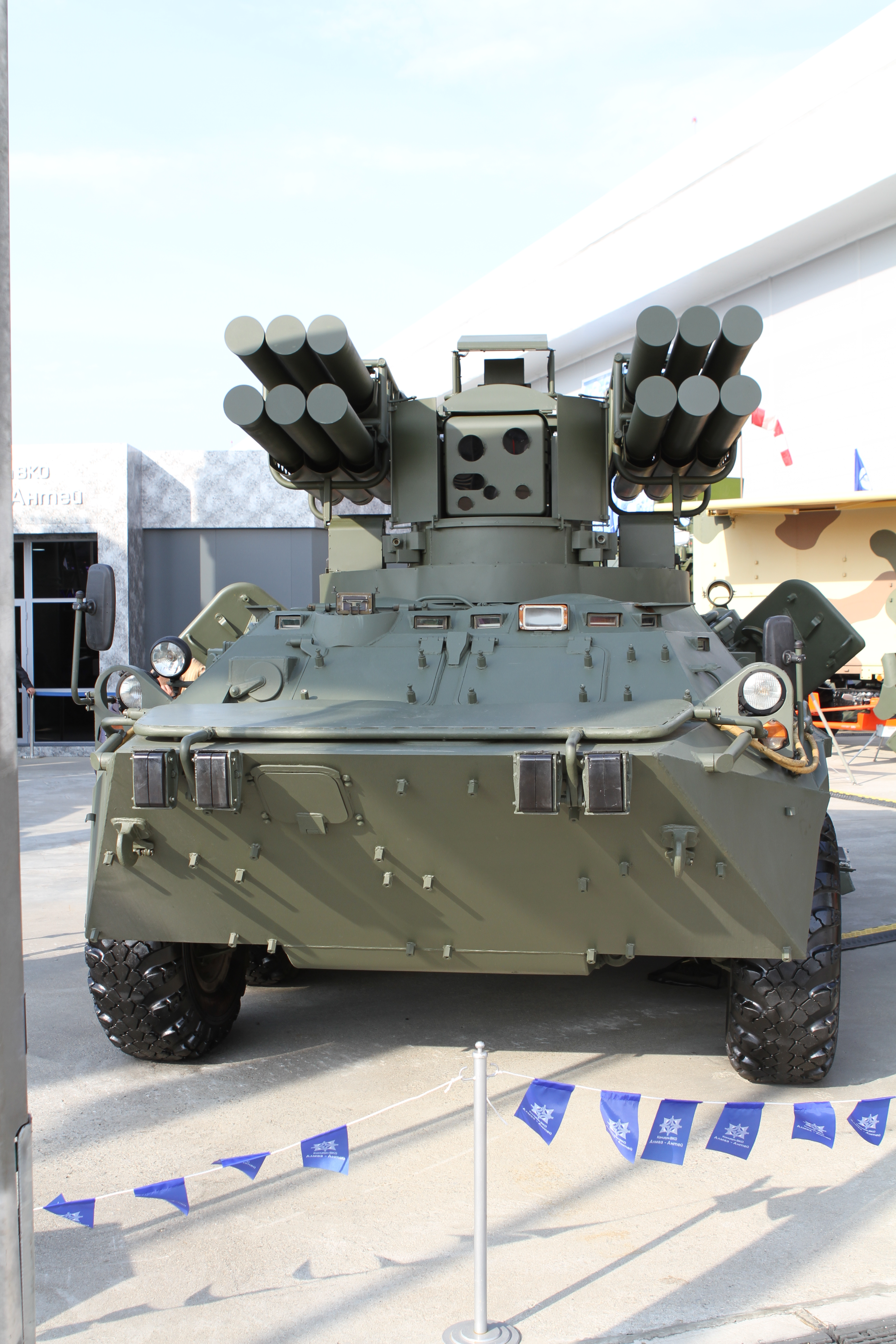
ЗРК «Сосна» на шасі БТР-82

Виявлення і супровід повітряних цілей забезпечується виключно оптико-електронними засобами. Під час пошуку і супроводу цілі ЗРК майже нічого не випромінює, що ускладнює його виявлення; після пуску ЗКР управління ведеться тільки за лазерним променем.

### ТТХ
- Озброєння: 12 шт. ЗУР 9М340
- Маса ракети в польоті, кг: 30 / 42 (28 / 38)
- Калібр до і після поділу ракети, мм: 130 / 72[2]
- Максимальна швидкість ракети, м/с: 900[2]
- Максимальне перевантаження, g: 40[3]
- Система наведення: лазерна променева
- Зони ураження, км:
  - по дальності: 1,3-10,0[4]
  - за висотою: 0,002-5,0[4]
- Час:
  - реакції (від моменту виявлення цілі): 5-8 с
  - перезарядки, хв.: 10,0 (12,0)
- Режими роботи: автономний і при централізованому управлінні[2]
- Кут вертикального наведення: від -5 до +82°
- Екіпаж: 2 людини – оператор і водій.

### Основні характеристики оптико-електронної системи управління
- Режими роботи: автоматичний, напівавтоматичний
- Виявлення цілі: за зовнішньою цілевказівкою, секторний пошук
- Максимальна кутова швидкість, град./c: 50
- Максимальне кутове прискорення, град./с2: 150
- Поле зору (вузьке/широке), град:
  - телевізійна система: 2,0 х 3,0 / 6,5 х 9,0
  - тепловізійний канал: 1,67 х 2,5 / 8,0 х 12,0
- Дальність взяття на автосупровід цілей, км:
  - літаки: 16-30
  - вертольоти: 10-14
  - крилаті ракети: 8-12
  - наземні броньовані об'єкти: 8
- Точність:
  - стабілізації, мрад: 0,07
  - визначення координат, мрад: 0,2
  - визначення дальності, м: 5,0
  - наведення лазерного далекоміра, мрад: 0,1
  - наведення інформаційного поля лазерно-променевого каналу управління, мрад: 0,08-0,12